# اتفاقية التجارة الحرة بين تونس ورابطة التجارة الحرة الأوروبية
اتفاقية التجارة الحرة بين تونس ورابطة التجارة الحرة الأوروبية هو اتفاق تجارة حرة تم توقيعه في 17 ديسمبر 2004 ودخل حيز التنفيذ في 1 يونيو 2005.

هذا الاتفاق يرتكز على التخفيض في الرسوم الجمركية على المنتجات الصناعية وبعض المنتجات السمكية والمنتجات الزراعية في المبادلات بين الجهتين.

شمل هذا الاتفاق كذلك عدة تدابير فيما يتعلق بحقوق الملكية الفكرية وحماية الاستثمارات الأجنبية والمشتريات الحكومية وغيرها.

## مقالات ذات صلة
- علاقات تونس الخارجية.

## روابط خارجية
- صفحة تونس على موقع رابطة التجارة الحرة الأوروبية.
- صفحة الاتفاقية بين تونس ورابطة التجارة الحرة الأوروبية على موقع مؤتمر الأمم المتحدة للتجارة والتنمية.
- نص الاتفاقية بالإنجليزية.
- نص الاتفاقية بالفرنسية.